# Susanne van Els
Susanne van Els (Nijmegen, 1963) is een Nederlandse altvioliste.
Zij studeerde aanvankelijk schoolmuziek aan het Arnhems Conservatorium en studeerde in 1990 cum laude af als uitvoerend musicus altviool bij Ferdinand Erblich aan het Koninklijk Conservatorium in Den Haag. Daarvoor al maakte zij deel uit van het Strijktrio Holland. Van Els speelde bij het Schönberg Ensemble en de kamermuziekensembles Nieuw Amsterdams Peil (NAP), Orion en Wendingen. Ze was ook orkestlid van Nieuw Sinfonietta Amsterdam en het Residentie Orkest en behoorde tot de oprichters van het Ives Ensemble. In 1998 kreeg ze de Alcuinusprijs. Per 1 juni 2009 werd zij benoemd tot Coördinator Klassieke muziek aan het Koninklijk Conservatorium. Als consequentie daarvan besloot zij te stoppen met optreden.
Van Els speelt op een historische altviool uit 1745, die gebouwd werd door Carlo Antonio Testore (1693-1765), een van de zonen van Carlo Giuseppe Testore (1660-1716).

## Discografie
- Waterworks (cd) / Zinc Garden (dvd): werk van Glazoenov, Louis Andriessen, Stravinsky, Britten, Klaas de Vries, Huba de Graaff, Willem Jeths en Bach, 2005.
- Christmas: arrangementen van werken van o.a. Bach en Chopin in samenwerking met Guido Tichelman en Claron McFadden, 2006.
- Sonata: o.a. Altvioolsonate van Dmitri Sjostakovitsj in samenwerking met Reinbert de Leeuw en Ramsey Nasr, 2007.
- Darius Milhaud: Altvioolconcert nr. 1 / Quatre visages en composities van Eugène Ysaÿe en Paul Hindemith in samenwerking met Gerard Bouwhuis en het Schönberg Ensemble o.l.v. Reinbert de Leeuw, 2009.
- To You: composities van Mayke Nas, Reza Namavar, Jan van Vlijmen en Willem Jeths in samenwerking met Nobuko Imai en het Schönberg Ensemble o.l.v. Reinbert de Leeuw en Bas Wiegers, 2009.